# Andrea Tamburi
Andrea Tamburi (Firenze, 2 ottobre 1948 – Mosca, 27 febbraio 1994) è stato un attivista e politico italiano.
Militante del Partito Radicale a partire dagli anni ottanta, nel 1989 divenne responsabile delle attività del Partito Radicale Transnazionale nell'ex-URSS/CSI, dove promosse l'adesione di migliaia di cittadini e parlamentari alle iniziative per l'abolizione della pena di morte, il riconoscimento dei diritti civili e politici delle minoranze, l'antiproibizionismo sulle droghe. La sua morte avvenne in circostanze non del tutto chiarite nel febbraio del 1994 a Mosca.

## Biografia

### Attività politica in Italia e in Est Europa
Inizialmente vicino al Partito Comunista Italiano, si avvicinò al Partito Radicale aderendo alla campagna contro lo sterminio per fame nel mondo. Iscrittosi all'Associazione radicale "Ernesto Rossi" di Firenze, di cui fu eletto tesoriere nel 1985, si occupò di campagne contro la caccia e il nucleare e per l'obiezione di coscienza al servizio militare obbligatorio e al servizio civile, oltre che di una serie di campagne locali per uno sviluppo urbano sostenibile.
Sul finire degli anni ottanta, si trasferì dapprima a Trieste e poi a Roma per proseguire la propria attività politica. Fu protagonista di varie iniziative politiche radicali prevalentemente oltre confine, in Grecia dove nell'agosto 1987 partecipò alle manifestazioni per chiedere al Parlamento greco l'approvazione di una legge per il riconoscimento del diritto all'obiezione di coscienza, in Jugoslavia e in Cecoslovacchia.
Nel settembre 1985, si recò in Jugoslavia assieme ad altri militanti radicali (fra cui Olivier Dupuis) per distribuire clandestinamente volantini e adesivi per una "Jugoslavia democratica nella Comunità europea". Fu arrestato assieme agli altri militanti e poi espulso dal Paese.
Nel marzo 1988, rientrò clandestinamente in Jugoslavia per manifestare nuovamente, assieme ad altri militanti radicali (fra cui Roberto Giachetti e Mariateresa Di Lascia), a favore dell'ingresso del Paese nella CEE, durante un'amichevole di calcio fra Jugoslavia e Italia a Spalato, ripresa in Eurovisione. Anche in quel caso, i manifestanti vennero arrestati, interrogati ed espulsi dal Paese.
Nell’agosto 1988, in occasione del ventesimo anniversario della Primavera di Praga, fece parte di un gruppo di militanti radicali guidato da Giovanni Negri che organizzò a Praga una distribuzione non autorizzata di volantini contro la repressione dei diritti civili e politici da parte del regime comunista, iniziativa che culminò in una breve dimostrazione in Piazza San Venceslao con slogan e striscioni. L'intero gruppo di militanti fu arrestato ed espulso a vita dal Paese. Il provvedimento fu annullato due anni dopo e la delegazione fu ricevuta dal neo-presidente Václav Havel al Castello di Praga.
Nel 1989, sottoscrisse una lettera aperta assieme a Marino Busdachin e Massimo Lensi, con la quale i tre chiedevano di essere accettati nel Partito Comunista Italiano con la "doppia tessera" comunista e radicale. L'iniziativa fu fatta in solidarietà all'allora deputato comunista Willer Bordon, che si iscrisse al Partito Radicale (pur non avendo ritirato la tessera), violando lo Statuto del partito che non ammetteva l'iscrizione contemporanea al PCI e a un'altra formazione politica.
Sempre nel 1989, ritornò clandestinamente a Lubiana, Zagabria e Capodistria per organizzarvi un congresso del Partito Radicale. Venne nuovamente fermato ed espulso.
Eletto Consigliere federale al Congresso del Partito Radicale Transnazionale di Budapest dell'aprile 1989, intraprese varie missioni nei Paesi dell'ex-Unione Sovietica con Marino Busdachin e Antonio Stango per facilitare la transizione democratica delle nascenti repubbliche ex-sovietiche e per promuovere i temi dell'abolizione della pena di morte, dell'abbandono del proibizionismo sulle droghe, dell'obiezione di coscienza sul servizio militare, delle condizioni carcerarie e la difesa dei diritti civili e politici e delle minoranze etniche. Grazie ai suoi sforzi, circa la metà dei parlamentari moldavi si iscrisse al PRT ai primi degli anni novanta.
In Italia, nel 1992 fu candidato nella Lista Pannella nella circoscrizione Siena-Arezzo-Grosseto.

### La scomparsa, la morte e l'inchiesta
Tamburi scomparve la sera del 23 febbraio 1994 a Mosca, dove si era trasferito da due anni. Dopo tre giorni di ricerche infruttuose da parte dei suoi compagni di partito, il 27 febbraio la polizia russa li avvertì che Tamburi era morto poche ore prima all'ospedale Sklifasovskij in cui era ricoverato da giorni. Secondo la ricostruzione ufficiale, Tamburi fu investito da un'auto durante la notte fra il 23 e il 24 febbraio e portato all'ospedale moscovita, dove «per errore era stato registrato come Andreij Tamburin» e dove rimase in coma per tre giorni.
La ricostruzione, tuttavia, presentava varie incongruenze: il guidatore e sua moglie dichiararono di essersi schiantati contro un palo, ma non ricordavano di aver investito qualcuno; i radicali affermarono di essere stati per due volte all'ospedale Sklifasovskij alla ricerca di Tamburi, ottenendo in entrambi i casi per risposta che non c'era nessun paziente che corrispondesse alla sua descrizione; infine, stando all'autopsia effettuata a Firenze, le ferite riportate da Tamburi non erano affatto compatibili con quelle di un investimento stradale, mentre risultavano più compatibili con quelle derivanti da un pestaggio.
In seguito a un'inchiesta della procura di Firenze per omicidio preterintenzionale, fu accertato che Andrea Tamburi «è stato vittima di una aggressione ad opera di persone ignote la cui identità non ha potuto essere stabilita dalle indagini», al pari delle motivazioni dell'omicidio. La procura russa e il suo collega di partito Antonio Stango sostenevano l'ipotesi di una banda di criminali che lo aggredì a scopo di rapina, ma il sostituto procuratore di Firenze, Bruno Maresca, ipotizzò una possibile pista politica per l'omicidio, commentando che «prendono corpo i sospetti che possa esserci stato un depistaggio». Sul fatto furono presentate interrogazioni parlamentari.

I funerali si tennero il 9 marzo 1994 a Firenze.
L'Associazione dei radicali fiorentini, costituita nel 2001, fu a lui intitolata. Nel 2008 la Commissione Toponomastica del Comune di Firenze deliberò di intitolare a Andrea Tamburi una strada
, la delibera è ancora in attesa di attuazione.
Riferimenti all'attività di Andrea Tamburi per la promozione dei diritti civili e politici nelle Repubbliche ex sovietiche, così come all'opinione che il suo omicidio possa aver avuto una matrice politica sono riportati in giornali online in lingua russa, riconducibili a vari gruppi di opposizione (vedi le note), sul sito della radio Echo of Moscow e nelle memorie del dissidente Serghey Grigoryanz.